# Angry Blonde

Angry Blonde est un livre non-fictionnel écrit par le rappeur Eminem. Le livre a été publié le 21 novembre 2000 par HarperEntertainment, et contient les commentaires d'Eminem sur ses propres chansons, ainsi que plusieurs photos inédites. Une édition de poche a été publiée en 2002. Le livre a été listé dans Quick Picks for Reluctant Young Adult Readers de l'American Library Association pour l'année 2002.

## Synopsis
Dans le livre, Eminem commente presque uniquement ses chansons qui ont reçu des critiques pour contenu trop explicites, notamment Kim, The Way I Am et The Real Slim Shady.

## Réception
Andrew Motion a examiné Angry Blonde et a commenté « Such metaphorical life as his lines possess is always a prey to his rhymes, which (to put it mildly) sound lucky or opportunistic, rather than definite and resourceful » et que finalement « writerly, he ain't. » Third Way a eu un avis similaire à propos de l'ouvrage.